# 河野悦次郎
河野 悦次郎（こうの えつじろう、1891年（明治24年）6月15日 - 1944年（昭和19年）9月8日）は、日本の陸軍軍人。最終階級は陸軍中将。

## 経歴
愛媛県出身。木工業・河野民吉の二男として生まれる。松山中学校（現愛媛県立松山東高等学校）卒業を経て、1913年（大正2年）5月、陸軍士官学校（25期）を卒業。同年12月、歩兵少尉に任官し歩兵第8連隊付となる。陸軍歩兵学校付などを経て、1924年（大正13年）11月、陸軍大学校（36期）を卒業した。
1926年（大正15年）2月、参謀本部付勤務（支那班）となり、支那駐屯軍参謀を務め、1928年（昭和3年）8月、歩兵少佐に昇進。1929年（昭和4年）3月、歩兵第1連隊大隊長となり、歩兵第75連隊付（竜井村駐在）、第3師団参謀、第8師団参謀を務め、1933年（昭和8年）8月、歩兵中佐に進む。1934年（昭和9年）8月、関東軍参謀に就任し、陸士付、支那駐屯軍司令部付（太原駐在）を務め、1937年（昭和12年）8月、歩兵大佐に進級し第3師団司令部付（名古屋医科大学配属将校）となる。
1938年（昭和13年）3月、北支那方面軍司令部付（太原特務機関長）に発令され日中戦争に出征。同年5月、北支那方面軍特務部付となり、第12軍司令部付（青島特務機関長）、済南特務機関長、山東省特務機関長を務め、1940年（昭和15年）3月、陸軍少将に進級した。
1941年（昭和16年）10月、第12軍参謀長に転じ、兼山東省特務機関長（1941年10月-1942年5月）を務め、1942年（昭和17年）12月、関東軍司令部付として満州国軍政部最高顧問となり1943年（昭和18年）3月まで在任。1943年6月、陸軍中将に昇進。東部軍司令部付を経て、1943年9月、第53師団長に親補され、ビルマの戦いに出征。病のため1944年（昭和19年）4月、参謀本部付となり帰国したが、同年9月に戦病死した。

## 親族
- 弟 河野清吾（陸軍軍医大佐）・河野又四郎（陸軍大佐）[1]